# وویکوویتسه (ناحیه کارلووی واری)
وویکوویتسه (به چکی: Vojkovice) یک منطقهٔ مسکونی در جمهوری چک است که در ناحیه کارلووی واری واقع شده‌است. وویکوویتسه ۷٫۰۱ کیلومتر مربع مساحت و ۶۴۲ نفر جمعیت دارد و ۳۳۶ متر بالاتر از سطح دریا واقع شده‌است.